# 潘岳
潘 岳（はん がく、247年 - 300年）は、西晋時代の文人。字は安仁。中牟（河南省）の人。

## 人物
陸機と並んで西晋時代を代表する文人。また友人の夏侯湛と「連璧」と称されるほど、類稀な美貌の持ち主としても知られている。『世説新語』によると、潘岳が弾き弓を持って洛陽の道を歩くと、彼に出会った女性はみな手を取り合って彼を取り囲み、彼が車に乗って出かけると、女性達が果物を投げ入れ、帰る頃には車いっぱいになっていたという。
潘岳の作る文章は修辞を凝らした繊細かつ美しいもので、特に死を悼む哀傷の詩文を得意とした。愛妻の死を嘆く名作「悼亡」詩は以降の詩人に大きな影響を与えた。

## 生涯
祖父は安平太守の潘瑾。伯父は後漢の献帝が魏の曹操（太祖武帝）に魏公と九錫を与えたときに、「冊魏公九錫文」を草した人物として知られる潘勗である。父は琅邪内史の潘芘。
12歳の時に楊肇に才能を認められ、後年には楊氏の女を妻に娶る。
その後、賈謐に才能を惜しまれ、「賈謐二十四友」として引き立てられた。しかし、この時石崇とともに賈謐に追従する様はいささか過度であり、「後塵を拝す」の故事を生んだ。
新たに後ろ盾となった賈氏も、司馬倫のクーデターの際に一族皆殺しにされた。司馬倫の側近の孫秀は、かつて潘岳の家の召使いをしていたことがあり、潘岳に虐待されたことを恨んでいた。潘岳はその後、司馬允がクーデターを起こし失敗した際に、孫秀の讒言で共謀していたと見なされ、友人の石崇などと共に処刑された。

## 伝記
- 興膳宏 『潘岳、陸機 中国詩文選 10』 筑摩書房、1973年